# Богдан Илиев
Богдан Йорданов Илиев е български летец-изтребител, офицер, подполковник, кавалер на Орден „За храброст“ и на Орден „Александър Невски“. Родът му е от Каменна Рикса и Горно Церовене (област Монтана). Почива малко преди да навърши 80-годишна възраст.

## Биография
Богдан Илиев е роден на 16 август 1916 година в село Каменна Рикса (област Монтана), в семейството на протойерей Йордан и презвитера Ивана. Той е последното от деветте им деца. Негови братя и сестри са Надежда, Илия, Цвета, Михаил, Петър, Игната, Васил, Верка.
Баща му Протойерей Йордан е завършил Самоковската семинария. През 1916 година е назначен за архиерейски наместник в град Неготин. След войната семейството заживява в град Фердинанд (Монтана). Протойерей Йордан Попов заклеймява войната и братоубийственото въстание от 1923 г. през 1931 г. той написва и издава книжката „Спомени от септемврийските събития 23.ІХ – 28.ІХ.1923 г., станали в град Фердинанд и околията“, впечатляваща с изключителна достоверност и безпристрастност.
Оригинални екземпляри от книжката и до днес се пазят в Санкт Петербургската бибилиотека.
Майка на Богдан Илиев е презвитера Ивана, чийто дядо по майчина линия е бил управител на Видинска област и чиято майка е пазила с пушка сбирката на Васил Левски в село Горно Церовене. Един от четиримата ѝ братя Михаил осиновява и отглежда Иван Багрянов.
Най-буден и всестранно надарен от вуйчовците на Богдан е Гоцо Петров, който се увлича от просветното дело и съдейства за откриването на народни читалища като средища на култура и революционни прояви. На 25 август 1896 г. той, с още двадесетина по-будни младежи, открива в селото си Горно Церовене читалище „Събуждане“. Мобилизиран на 27 август 1916 г., загива като ротен командир при Чеган.
Дядо на Богдан Илиев е свещеникът Илия Стоянов Божинов, когото Георги Раковски избира за свой пълномощник при обиколката си в Северозападна България, на път за Сърбия. Той е не само свещеник, но и радетел за освобождаването на България. Раковски оставя именно на него един от първите екземпляри на книжката си „Горски пътник“. Този акт на признание засилва всеотдайността на свещеника към народното дело. Негов паметник е издигнат в черковния двор на Каменна Рикса.
Съпруга на Богдан Илиев е Мария Христова Илиева, сестра на неговия най-близък приятел – Матей Петров от село Топрахисар, северна Добруджа, загинал на 3 май 1939 г. Матей Петров учи заедно с Богдан Илиев във в най-елитната германска изтребителна школа Вернойхен и загива в боровата гора Еберсвалде поради влошени метеорологични условия при изтребителни упражнения. Мария Христова Илиева е племенница на Добри Божилов Хаджиянакиев – български финансист и политик от периода на безпартийния режим, министър-председател на България на 59-о правителство (1943 – 1944) и финансов министър в няколко правителства.
Богдан Илиев и сестрата на Матей Петров се сближават след неговата смърт, а през 1941 година минават под венчилото.
През 1935 г. Богдан Илиев завършва III софийска мъжка гимназия, като се нарежда се сред 45-те освободени от матура в цялата страна. Мечтае да учи медицина, но поради недостиг на средства за издръжка и по настояване на баща си се насочва към военна кариера, записва се и завършва 57 випуск на Военното на Негово Величество училище, а веднага след завършването си решава да стане летец. Негов съвипускник и близък приятел е знаменитият български летец-изтребител Димитър Списаревски.
През пролетта на 1938 г. портупей юнкерът Богдан Илиев постъпва в пилотското училище в Германия, летище Кауфбойрен. Следва Шлайсхайм – в училището за въздушна акробатика и сляпо летене. Продължава в изтребителната школа на тридесетина километра източно от Берлин, до градчето Вернойхен. – най-престижна германска школа за висш пилотаж.
След нея Богдан Илиев се завръща в родината през 1939 г. И започва служба на Карловското летище, където пилотира чешкия изтребител „Авиа-534“ (Доган). През 1942 г. вече е Инструктор в Изтребителната школа – Долна Митрополия. В разгара на Втората световна война, Богдан остава в Изтребителната школа, за да подготвя нови въздушни стражи на България. Летецът гори от желание да полети в бой, но получава заповед да организира извънредна школа за изтребители на полевото летище „Асен“ край Казанлък. И така, поручик Богдан Илиев е командир на изтребителната школа на летище „Асен“ и боен пилот от 1 орляк на 6 изтребителен полк. Богдан Илиев учи своите ученици на професионализъм и героизъм, които лично потвърждава чрез подвига си в неравностоен въздушен бой над Плачковица.

## Въздушен бой над Плачковица
На 30 март 1944 година София претърпява една от най-мощните унищожителни бомбардировки. За отбиване на втората вражеска вълна се вдигат и летците от извънредната изтребителна школа. Въпреки условието, че като инструктор не може да участва в бойни действия, без заповед и колебание Богдан Илиев излита с току-що усвоеният френски самолет „Девоатин“ и тръгва сам след противниковите армади и над Плачковица планина, в Македония, влиза в самоотвержен героичен бой сам срещу осем изтребителя „Лайтнинг“. В неравностойното въздушно сражение сам срещу осем вражи изтребителя, Летецът-герой не само успява да свали един от тях, но – при 20 пробойни в летателната си машина – запазва живота си и един от малкото останали по това време български самолети.
Вторият героичен въздушен бой на Богдан Илиев е на 24 юни 1944 г. Като крилен командир патрулира с четири изтребителя „Девоатин“ над Казанлъшкото поле и провежда бойна акция срещу два вражески самолета „Лейбърейтър“.
След затихването на бомбардировките над София, Богдан Илиев продължава да обучава нови летци на летище „Асен“ край Казанлък, а по-късно и в Карлово.
През месец Юли 1946 година той е един от уволнените „царски офицери летци с фашистко минало“. Неясни остават мотивите за това уволнение. Вероятни са няколко причини: защото е завършил немската Изтребителна школа „Вернойхен“ или защото по-късно лично цар Борис III го поздравява по телефона за улучената от него земна цел при Беледие хан, или заради „неблагонадеждните“ си братя и непокорния си баща. Истинската причина за тази несправедливост остава неизяснена.
Принуден да се прости с мечтаната професия, Богдан Илиев работи като шофьор в Монтана, миньор в Чипровци, строителен работник на язовир „Огоста“, автотехник в държавното автомобилно предприятие, където работи тридесет години. В един от промеждутъците на наземния си трудов стаж става и хоноруван учител по немски език в техникума в Монтана.
Когато навършва петдесет години, Богдан се явява на изпити за селскостопанската авиация. Взема ги и чака да го приемат, но това не се случва – под предлог, че ще избяга със самолета в чужбина.
Най-после на 30 март 1994 г. след 48-годишен принудителен престой на земята, в Аероклуба край Монтана Богдан Илиев извършва юбилеен полет с двуместен акробатичен самолет „Злин“. Този полет той посвещава на 50-годишнината от въздушното сражение над Плачковица.
През своята кариера като летец-изтребител Богдан Илиев е пилотирал следните самолети: „Avia B-534“ (Доган), Девоатин (Dewoitine D.520), „Хайнкел“, „Арада“, „Фокевулф“, „Авиа“, „Злин“.
Богдан Илиев, наричан още Богдан Летеца, почива на 24 март 1996 г.

## Цитати и отзиви
| „ | „Животът е да гледаш напред и нагоре. Да се бориш за живота и мечтите си. Мечтите издигат човека над земята и там той все едно, че лети!...Не всеки може истински да полети, но всеки трябва да носи тая мечта, докато диша. Небето ти дава свобода да разпериш ръце, както птица крилете си!...“ | “ |

Богдан Илиев
| „ | „За да лети човек, му трябват крила. Но да бъдеш истински летец, трябва и мисълта ти да лети. Трябва да си по-умен от слънцето, да не ти стопи крилата. И една мечта ти трябва, която да те издигне над земята!...“ | “ |

Богдан Илиев
| „ | “Всяка майка изтребител не ражда. Какво, не ми ли вярвате? Или ще кажете, че вече сте летели на разните там самолети в Казанлък? Признавам, летели сте. И сигурно хубаво сте летели, но това е все едно да си яздил магаре, а не кон. Да си изтребител, това е нещо друго – трябва да си ловък като тигър, силен като лъв и смел като пантера. Ето това трябва да бъде изтребителят.“ | “ |

Богдан Илиев
| „ | “...Трябва да умеем да различаваме птиците по нашето небе и да знаем, че те са най-различни. Има много гарги и свраки, но по-малко орли и соколи! Искаш ли да имаш дългата крива на орела? Тогава помни, че да умреш като летец е лесно, но да живееш като истински летец е много, много трудно!” | “ |

Богдан Илиев – из „Кривата на Летеца“(6)
| „ | „ Да бъдеш добър български летец, това значи: Във въздуха, когато летиш, ти си жрец в своята стоманена птица и с летенето си ти служиш на родината. Летенето трябва да бъде не само твое лично удоволствие, но преди всичко дълг.” | “ |

Богдан Илиев из „Кривата на Летеца“(6)
| „ | „Като съзнаваш добре рисковете и опасностите, които носи летешката служба в мирно и военно време, особено в днешните времена, когато ехото на преминалата страшна война още се чува ясно и оскъдицата е обхванала всички ни, да бъдеш летец изтребител или щурмовик, това значи да бъдеш голям идеалист и да носиш мъжествено сърце, патриотичния дух на Ботев, Левски, Бенковски и опълченците на Шипка да вълнуват сърцата ни.“ | “ |

Богдан Илиев – из „Кривата на Летеца“(6)
| „ | „Да бъдеш добър летец значи да летиш все по-високо и по-високо не само със самолета си, но и с духа си. Неспокойният ти дух на летец трябва да търси вечно и непрекъснато съвършенство. Ти трябва да летиш не само по-високо от всички земни същества, но и в живота си на земята по морал и човещина да бъдеш по-високо от тях.“ | “ |

Богдан Илиев – из „Кривата на Летеца“(6)
| „ | „Бъди винаги радостен! Изгубиш ли духа си, изгубваш и радостта си, че живееш!“ | “ |

Богдан Илиев
| „ | “...най-възторженият и „запален“ летец от всички, които изобщо съм срещал в авиацията.“ | “ |

Тодор Розев, автор на книгата „Спомени на летеца“
| „ | „...Той бе се добрал до основните тайни на въздушния бой. И то твърде бързо. Опитът му на инструктор му бе помогнал без суетене да се ориентира в конкретната обстановка и да докаже на практика онова, на което сам учеше своите подчинени.“ | “ |

Мишо Григоров, летец-изтребител, автор на книгата „Орли на България“
| „ | “Роден и отгледан в патриархално семейство на свещеник, Богдан расте буден, умен и възпитан младеж. Изявява се като много добър рецитатор, който така прочувствено рецитира „Кочо“ от Иван Вазов, че разплаква публиката. Той бе влюбен в авиацията и любимец на своите съвипускници заради неговия приятен и весел характер. Заради многото качества, които притежаваше като летец изтребител, като един високо просветен, знаещ и можещ инструктор и командир. Бих си послужил и за него с определението на легендарния наш войсководещ полковник Борис Дрангов: „Възторжен идеалист, смел до безумие, влюбен в България до фанатизъм и честен до самопожертвователност.“ | “ |

Петър Манолев, летец-ветеран

## Паметта за Богдан Илиев
В знак на почит и преклонение пред героичната личност и подвига на летеца изтребител Богдан Илиев, Общинския съвет на град Монтана решава една от улиците в жилищния комплекс „Плиска“ да носи неговото име, означена и с мемориална плоча.
Клубът на авиацията в гр. Монтана също носи името на въздушния герой Богдан Илиев.
На 16 август 2016 г. По повод 100-годишнината от рождението на летеца-изтребител, в Монтана е поставен паметник на Богдан Илиев-Летеца. Бюстът, който е дело на скулптора Александър Хайтов, е изработен и поставен по инициатива на Клуба на Летците в Монтана и Българската авиационна асоциация.